# خراشسانی (ناحیه راکوونیک)
خراشسانی (به چکی: Chrášťany) یک منطقهٔ مسکونی در جمهوری چک است که در ناحیه راکوونیک واقع شده‌است.